# Omec (moszaw)
Omec (hebr. אומץ) – moszaw położony w samorządzie regionu Emek Chefer, w Dystrykcie Centralnym, w Izraelu.

## Położenie
Leży w Dolinie Hefer, na granicy równiny Szaron z zachodnią częścią Samarii, w otoczeniu miasteczka Zemer, kibuców Bachan, Ha-Mapil, Lahawot Chawiwa i Maggal, oraz moszawów Gan Joszijja, Bet ha-Lewi i Achituw.

## Historia
W XIII wieku została tutaj wzniesiona twierdza krzyżowców, którą w 1267 roku zdobył sułtan Bajbars. Odbudował on twierdzę i na miejscu kościoła wzniósł meczet. Bardzo szybko powstała osada, która była miejscem postoju karawan kupieckich. Arabska wieś Kakun (arab. قاقون) przetrwała aż do czasów brytyjskiego Mandatu Palestyny. 29 listopada 1947 roku Zgromadzenie Ogólne Organizacji Narodów Zjednoczonych przyjęło rezolucję nr 181 o podziale Palestyny na dwa państwa: żydowskie i arabskie. Na podstawie tej rezolucji wieś Kakun miała się znaleźć w państwie arabskim. Podczas wojny domowej w Mandacie Palestyny dochodziło w tym rejonie do licznych napięć. We wsi Kakun stacjonowała jednostka Arabskiej Armii Wyzwoleńczej, Batalion „Khitin”, który składał się z ochotników z arabskich państw. Przeprowadzali oni liczne ataki na sąsiednie żydowskie osiedla. 6 marca 1948 oddział żydowskiego Irgunu przeprowadził odwetowy atak na wieś Kakun.
Podczas wojny o niepodległość w rejonie wioski okopały się regularne wojska irackie, które 29 maja 1948 przeprowadziły atak na żydowskie osady En Wered, Kefar Jabec i Ge’ulim. W dniach 4-5 czerwca 1948 doszło do bitwy o Kakun. Po ciężkich walkach żydowskie oddziały Hagany wyparły ze wsi siły irackie. W dwa dni później izraelskie dowództwo podjęło decyzję o zniszczeniu wioski, aby uniemożliwić jej mieszkańcom powrót. Do grudnia 1948 wieś przestała istnieć.
Współczesny moszaw został założony w 1949 przez zdemobilizowanych żydowskich żołnierzy z 23 Batalionu Brygady Eleksandroni.

## Kultura i sport
W moszawie jest ośrodek kultury oraz boisko do piłki nożnej.

## Gospodarka
Gospodarka moszawu opiera się na intensywnym rolnictwie, uprawach w szklarniach i sadownictwie.

## Komunikacja
Na wschód od moszawu przebiega autostrada nr 6, brak jednak możliwości bezpośredniego wjazdu na nią. Z moszawu wyjeżdża się na zachód na drogę nr 5803, którą jadąc na południowy wschód dojeżdża się do moszawu Gan Joszijja, lub jadąc na północ dojeżdża się do drogi nr 581 oraz kibucu Ha-Mapil i moszawu Achituw.